# Kóstas Kósta
Konstantínos Kósta (en grec : Κωνσταντίνος Κώστα), dit Kóstas Kósta (en grec : Kώστας Κώστα), né le 4 janvier 1969 à Nicosie en Chypre, est un footballeur international chypriote, qui évoluait au poste de milieu défensif.

## Biographie

### Carrière de joueur
Kóstas Kósta dispute quatre matchs en Ligue des champions, quatre matchs en Coupe des coupes, et trois matchs en Coupe de l'UEFA.

### Carrière internationale
Kóstas Kósta compte 34 sélections et 2 buts avec l'équipe de Chypre entre 1991 et 1999. 
Il est convoqué pour la première fois par le sélectionneur national Andréas Michaelídes pour un match des éliminatoires de l'Euro 1992 contre la Norvège le 1er mai 1991 (défaite 3-0). 
Par la suite, le 7 octobre 1992, il inscrit son premier but en sélection contre Malte, lors d'un match amical (victoire 3-0). Il reçoit sa dernière sélection le 10 octobre 1999 contre l'Autriche, où il marque son deuxième et dernier but en sélection (défaite 3-1).

## Palmarès
- Avec l'APOEL Nicosie
  - Champion de Chypre en 1990, 1992 et 1996
  - Vainqueur de la Coupe de Chypre en 1993, 1995, 1996 et 1997
  - Vainqueur de la Supercoupe de Chypre en 1992, 1993, 1996 et 1997

## Statistiques

### Buts en sélection
Le tableau suivant liste tous les buts inscrits par Kóstas Kósta avec l'équipe de Chypre :